# FS Capricorne (M653)
Capricorne (M653) є французьким мінним тральщиком класу Eridan (фр. Chasseur ).  Судно спочатку було в бельгійському флоті під назвою Dianthus (номер M918). 

## Виробництво
Корабель був побудований на верфі Mercantile Beliard в  Рупельмонде, Бельгія . Кіль був закладений 4 квітня 1985 року, і корабель був спущений 16 квітня 1986 року під назвою Dianthus . Взятий у бельгійський флот 18 серпня 1987 року.  

## Tripartite
Судно було четвертим у серії з десяти кораблів проекту «Tripartite», які були побудовані для ВМС Бельгії. Мінні тральщики класу «Tripartite» були розроблені спільно трьома країнами: Франція, Бельгія і Нідерланди.
Так протимінне озброєння було побудовано Францією, електронне забезпечення надала Данія, рухову систему - Нідерланди.   
В даний час кораблі даного класу входять до складу ВМС Бельгії, Франції і Нідерландів, а також Пакистану, Індонезії, Латвії та Болгарії. Призначені для пошуку, виявлення і знищення морських мін на глибинах від 10 до 80 метрів; проводки кораблів (суден) через мінні загородження; а також можуть використовуватися для пошуку затонулих кораблів.  

## Оснащення
Повна водотоннажність – 625 тонн. Довжина 52 метри, ширина 9, осадка 3,8 метра. Максимальна швидкість на дизельному двигуні – 18 вузлів, при патрулюванні на електромоторах – 7 вузлів. Екіпаж складається з 49 осіб (5 офіцерів).
Capricorne оснащений двома самохідними підводними апаратами для пошуку і знищення мін PAP-104 Мод4 і Bofors Double Eagle Mк2. 
Артилерійське озброєння – 20 мм гармата Giat 20F2 і 3 кулемети – 1*12,7 мм і 2*7,62 мм .
Корабель також має радіолокаційну станцію і гідроакустичну систему DUBM-21B .

## Експлуатація
У 1991 році судно було залучене до війни в Перській затоці.  Бельгійський флот зняв корабель  з експлуатації в 1993 році. Був включений у французький флот у 1997 році.  Зараз базується в Тулоні. 
У березні 2019 відвідав Чорне Море  і Одесу . 